# Anton Galler
Anton Galler (* 30. Januar 1915 in Marktl, Niederösterreich; † 21. März 1995 in Dénia, Spanien) war ein SS-Hauptsturmführer, der im Zweiten Weltkrieg am Massaker von Sant’Anna di Stazzema maßgeblich beteiligt war.

## Leben

### Herkunft und Ausbildung
Anton Galler wurde als unehelicher Sohn eines Beamten der Reichsbahn geboren. Während seine Mutter katholisch getauft war, kann sein Vater als „gottgläubig“ bezeichnet werden. Es wird davon ausgegangen, dass seine Familie völkischem und nationalsozialistischem Gedankengut nahestand. Die Volksschule besuchte er von 1922 bis 1927, ging auf die Hauptschule und bis 1933 in die Berufsschule in Amstetten, wo er das Bäckerhandwerk erlernte. Als 16-Jähriger trat er in die Deutsche Turnerschaft ein und beantragte seine Aufnahme in die SS. Dies blieb im aufgrund seines Alters zunächst verwehrt. Deswegen trat er zuerst der Hitlerjugend und dann am 1. März 1933 der SS bei (SS-Nummer 102.070). Am 27. August 1933, die österreichische NSDAP und die ihr angeschlossenen Organisationen waren am 19. Juni 1933 in Österreich verboten worden, musste er ins Deutsche Reich fliehen, wo er im SS-Hilfswerk Dachau aufgenommen wurde, einer Institution zur Betreuung aus Österreich geflohener Nationalsozialisten. Am 24. Juni 1937 beantragte er die Aufnahme in die NSDAP und wurde rückwirkend zum 1. Mai desselben Jahres aufgenommen (Mitgliedsnummer 5.756.757).

### SS-Karriere
Anschließend wurde Galler ein Kandidat für eine SS-Führerlaufbahn. Nach dem Bestehen von Prüfungen am 20. April 1937 zum SS-Untersturmführer ernannt und anschließend zur Schutzpolizei nach Oberschlesien versetzt. Zunächst war er in der Polizeiverwaltung Gleiwitz tätig, bevor er nach Beuthen versetzt wurde und zeitweise den Rang eines Adjutanten in einem Polizeibataillon bekleidete. Mit dieser Einheit war er an der Besetzung Österreichs und des Sudetenlands und weiteren Polizeiaktionen beteiligt. Ebenso kämpfte er zu Kriegsbeginn an der oberschlesischen Grenze. Bis Ende 1941 beteiligte er sich an Maßnahmen in Oberschlesien und Polen, beispielsweise als Offizier des Polizeibataillons 83 im Polizei-Regiment 24 an der Umsiedlung von 17.000 Menschen aus den Beskiden. Anschließend wurde er zur 4. SS-Polizei-Panzergrenadier-Division versetzt, wo er an der Leningradfront verwundet wurde.
Im Dezember 1943 erfolgte die Versetzung zur 16. SS-Panzergrenadier-Division „Reichsführer SS“. Aufgrund der hohen Verluste von Bataillonsführern im Verlauf des Zweiten Weltkriegs in dieser Division wurde er zum Nachfolger des vermissten SS-Sturmbannführers Karl-Heinz Cantow gegen Ende Juli zum Bataillonsführer des II. Panzergrenadier-Regiments 35; von da an auch als Bataillon Galler bekannt; ernannt. Am 12. August 1944 verübten die Soldaten des Regiments das Massaker von San’Anna di Stazzema. Nach einer Verwundung Mitte Oktober 1944 gab Galler die Führung des Bataillons ab.

### Nach dem Zweiten Weltkrieg
Nach dem Ende des Zweiten Weltkriegs versteckte er sich in St. Pölten und wanderte nach Kanada aus. Mitte der 1960er Jahre kehrte nach Österreich zurück und dort wurde gegen ihn wegen der Tötung von 13 Personen in Tschenstochau ermittelt. Dieses Verfahren wurde niedergeschlagen. Er hatte sich als Bauleiter in Salzburg niedergelassen und lebte in Taxheim bei Salzburg. Danach zog er nach Dénia an der spanischen Costa Blanca. Dieser Ort war nach dem Ende des Zweiten Weltkriegs ein Zufluchtsort von Kriegsverbrechern, darunter SS-Obersturmbannführer Otto Skorzeny und SS-Sturmbannführer Gerhard Bremer.

## Rezeption
Für den Historiker Carlo Gentile war Anton Galler ein „SS-Führer ohne Charisma“. Er sei ein Kind der Unterschicht gewesen, das normalerweise keine Chance gehabt hätte im Deutschen Reich ein Polizeioffizier zu werden. Seine außerordentlichen Aufstiegschancen habe er ausschließlich dem Nationalsozialismus zu verdanken wie auch seinem rückhaltloses Eintreten für die politischen Ziele und Methoden der Nationalsozialisten. Seine persönliche Prägung erfuhr er durch seine Mitgliedschaft in den rechten Organisationen Österreichs, die von einem großdeutschen Reich träumten, und in seiner Tätigkeit im deutschen Verwaltungsapparat der nationalsozialisten Polizei. Er blieb ein farbloser und unbekannter NS-Führer, dessen Soldaten, die in Gefangenschaft gerieten, sich kaum an seinen Namen erinnerten.